# Budapest Grand Prix 2006
Budapest Grand Prix 2006 — жіночий тенісний турнір, що проходив на відкритих кортах з ґрунтовим покриттям у Будапешті (Угорщина). Належав до турнірів 4-ї категорії в рамках Туру WTA 2006. Відбувсь удванадцяте і тривав з 24 до 30 липня 2006 року. Восьма сіяна Анна Смашнова здобула титул в одиночному розряді й отримала $22,900.

## Фінальна частина

### Одиночний розряд
Анна Смашнова —  Лурдес Домінгес Ліно 6–1, 6–3
- Для Смашнової це був 1-й титул в одиночному розряді за сезон і 12-й (останній) за кар'єру.

### Парний розряд
Жанетта Гусарова /  Міхаелла Крайчек —  Луціє Градецька /  Рената Ворачова 4–6, 6–4, 6–4